# Pierre Prevost (physicien)
Pour les articles homonymes, voir Pierre Prévost et Prévost.
Pierre Prevost, né le 3 mars 1751 à Genève et mort dans cette même ville le 8 avril 1839, est un philosophe et physicien suisse. En 1791, il démontre que tous les corps, froids ou chauds, émettent de la chaleur par radiation.

## Biographie
Pierre est le fils d'Abraham Prevost, pasteur et régent au Collège, et de Jeanne-Marie Bellamy. Il est le cousin du naturaliste et physicien suisse Bénédict Prévost.  Ayant obtenu le titre de docteur en théologie et en droit de l'Académie de Genève, son brevet d'avocat en 1773, il se rend aux Pays-Bas comme précepteur, puis à Paris, où il est précepteur dans la famille Delessert (1774-1780). Il traduit Euripide, rencontre Jean-Jacques Rousseau et rêve d'une carrière littéraire.
En 1780, Frédéric II de Prusse lui offre un poste de professeur de philosophie à l'Académie des gentilshommes de Berlin. Il publie des travaux d'économie politique et de mécanique corpusculaire inspirés par Georges-Louis Lesage et fait la connaissance de Joseph-Louis Lagrange, ce qui le conduit à étudier les sciences physiques.
En 1784, il devient professeur de Belles-Lettres à l'Académie de Genève, et en 1793 professeur de philosophie rationnelle. Cette chaire deviendra en 1809 celle de physique théorique et Prevost la conserve jusqu'en 1823.
Toujours inspiré par le système de Le Sage, Prévost développe des réflexions sur le magnétisme (De l'Origine des forces magnétiques, 1788), sur la lumière et sur la chaleur, mais aussi sur la science des idées (idéologie) et sur les probabilités. Concevant la chaleur comme un fluide corpusculaire discret, il esquisse dès 1792 une théorie de l'équilibre mobile de la température (Recherches physico-mécaniques sur la chaleur) qu'il développe ensuite dans un ouvrage intitulé Du calorique rayonnant (1809). Joseph Fourier s'en inspirera pour donner aux échanges thermiques la forme d'une loi mathématique. 
Spécialiste de la philosophie pragmatique anglo-écossaise du common sense, Prevost traduit pour la Bibliothèque Britannique des frères Pictet les Essais philosophiques d'Adam Smith (1797), les Eléments de la philosophie de l'esprit humain de Dugald Stewart (1808) et l’Essai sur le principe de population de Malthus (1809). Il est aussi l'auteur d'Essais de Philosophie (1804). 
La découverte dans les années 1808-1815 des phénomènes de polarisation de la lumière amène Prevost à développer sa théorie corpusculaire de la lumière et à préciser les fondements de son système dans Deux traités de physique mécanique (1818). D'une manière analogue, le développement de la théorie ondulatoire de la chaleur l'amène à réagir et à publier une Exposition élémentaire des principes qui servent de base à la théorie de la chaleur rayonnante (1832). Bien que dépourvues de développements mathématiques, ses conceptions parviendront encore à inspirer les concepteurs de la théorie cinétique des gaz, en particulier Kelvin et Maxwell.
Politiquement conservateur, Pierre Prevost entre au Conseil des Deux-Cents de Genève en 1786, dans une période de réaction politique, et siège à l'Assemblée nationale genevoise en 1793. Il est cependant incarcéré comme suspect en 1794. Quatre années plus tard, il est appelé à cosigner, en tant que recteur de l'Académie de Genève, le traité de réunion à la France. 
Pierre Prevost  épouse en 1788 Louise-Marguerite Marcet, puis en 1795 sa sœur, Jeanne-Louise Marcet, devenant ainsi beau-frère du chimiste Alexandre Marcet (1770-1822) et de sa femme Jane Marcet (1769-1858). Il est lui-même correspondant de l'Académie de Berlin (1784) après en avoir été membre ordinaire (1780-1784), Fellow de la Royal Society d'Edimbourg (1796) et de la Royal Society de Londres (1806), ou encore correspondant de l'Institut de Bologne (1830).

## Publications
- Mémoire sur le mouvement progressif du centre de gravité de tout le système solaire (Berlin, 1783).
- De l'origine des forces magnétiques (Genève, 1788).
- Recherches physico-mécaniques sur la chaleur (Genève, 1792).
- Des signes, envisagés relativement à leur influence sur la formation des idées (Paris, 1800).
- Du calorique rayonnant (Genève, 1809).
- Essais de philosophie, ou Etude de l'esprit humain (Genève, 1804; 2 vol.).
- Deux traités de physique mécanique (Genève, 1818).
- De l'effet du mouvement d'un plan réfringent sur la réfraction (Mémoires de la SPHN de Genève, 1, 1821).
- De quelques phénomènes dépendant de la radiation du calorique (Mémoires de la SPHN de Genève, 2, 1823).
- Esquisse d'un cours d'optique élémentaire (Genève, 1824).
- Exposition élémentaire des principes qui servent de base à la théorie de la chaleur rayonnante (Genève, 1832).